# Fix & Foxi

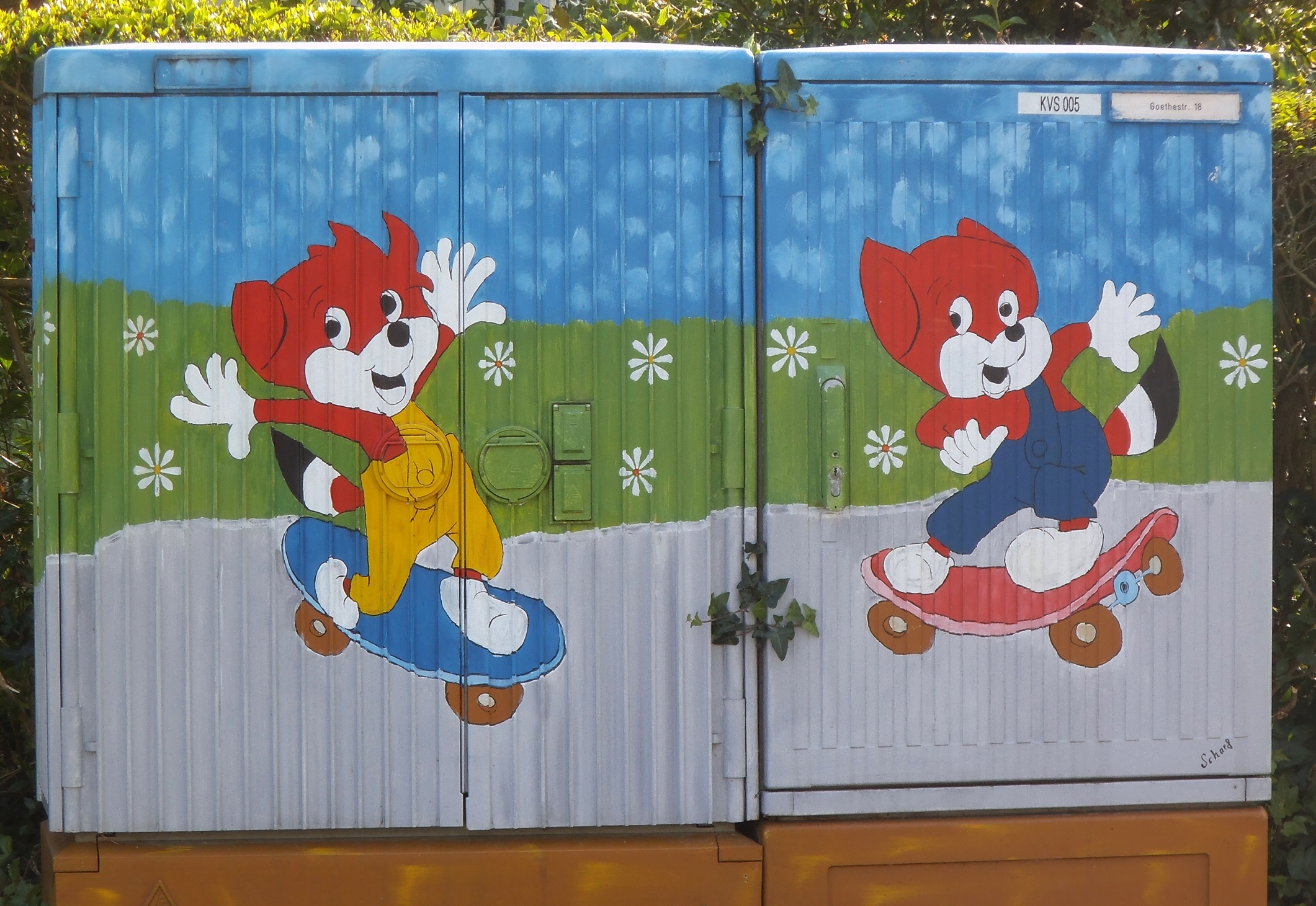
主角Fix與Foxi的插畫，位於德國埃尔谢斯海姆-伊林根

《Fix & Foxi》是由德國漫畫家羅爾夫·考卡創建的漫畫作品，其漫畫周刊從1953年一直持續發行到1994年。後分別於2000年、2005年和 2010年以月刊形式重新推出。2010年底以來，再次停刊。在其鼎盛時期，每週發行量高達40萬份，為德國最成功的漫畫雜誌之一。漫畫的兩個主角是雙胞胎狐狸兄弟Fix與Foxi。

## 動畫
其改編的電視動畫《小狐狸兄弟》（Fix & Foxi and Friends）於2000年2月在德國首播。

## 電視頻道
Your Family Entertainment於2014年12月1日在德國、奧地利和瑞士推出了Fix & Foxi電視頻道。

## 外部連結
- Website of Fix&Foxi TV （页面存档备份，存于） （德文）
- Wiki on Kauka's publications （页面存档备份，存于） （德文）